# Haematopota tabanula
Haematopota tabanula är en tvåvingeart som beskrevs av Joseph Charles Bequaert 1930. Haematopota tabanula ingår i släktet Haematopota och familjen bromsar.
Artens utbredningsområde är Angola. Inga underarter finns listade i Catalogue of Life.